# Janus (Roman)
Janus ist ein Science-Fiction-Roman des deutschen Schriftstellers Phillip P. Peterson, welcher am 30. August 2023 beim Verlag FISCHER Tor veröffentlicht wurde. Der Roman beschreibt einen in der nahen Zukunft stattfindenden Wettlauf zwischen Westen und Osten zum Marsmond Phobos, nachdem dort ein außerirdisches Artefakt gefunden wurde.

## Handlung
Jenny Nelson befindet sich in Houston in Texas mitten in den letzten Simulationen zum geplanten Flug zur Internationalen Raumstation ISS, als ihr russischer Kollege Mikhail Gidzenko nach Moskau zurückfliegt und die russische Beteiligung an der Mission ohne Grund zurückgezogen wird. Ein möglicher Grund können Finanzierungs- oder Sicherheitsbedenken sein, kurz zuvor war der Kontakt zu einer russischen Marssonde abgebrochen. Die Mission wird jedoch mit einigen Änderungen von der US-amerikanischen Raumfahrtbehörde NASA aus trotzdem fortgesetzt. Eine Partnerschaft mit der Volksrepublik China wird dabei durch das Wolf Amendment verboten. Jenny Nelson redet mit ihrem Freund Daniel Perito, der als NASA-Manager tätig ist, vor dem Start über ihre gemeinsame Zukunft und die Aussicht auf eigene Kinder, abhängig vom zukünftigen Verlauf ihrer Karrieren. Kurz darauf ändert die chinesische Raumfahrtbehörde CNSA die Inklination der chinesischen Raumstation Tiangong, welche diese auf einen Kurs direkt über das Kosmodrom Vostochny in Russland bringt, laut offizieller Aussage reiner Zufall.
Nachts bekommen Jenny und Daniel eine Nachricht unbekannten Ursprungs zugestellt, die zurückgehaltene Spektralanalysen der wohl nur vorgeblich verschwundenen russischen Marssonde von der Oberfläche des Marsmondes Phobos enthalten. Diese zeigen, dass ein schon längst bekannter, etwa hausgroßer und ungewöhnlich wohlgeformter Monolithen dort aus einer ganz speziellen Legierung an Metallen besteht, also vermutlich außerirdischen Ursprungs ist. Daniel trifft daraufhin den US-Präsidenten Hopkins im Oval Office im Weißen Haus. Dessen Berater vermutet einen gut eingefädeltes Täuschungsmanöver. Hopkins will zunächst die Ergebnisse durch extreme Kursänderung einer Marssonde überprüfen und für den Fall der Bestätigung schnellstmöglich eine besetzte Marsmission vorbereiten. Jenny erfährt daher vom ersatzlosen Abbruch ihrer Mission zur ISS, wird jedoch durch subtile Drohung einer öffentlichen Bekanntgabe der Hintergründe zur Beraterin für die bereits zusammengestellte Besatzung für die Marsmission ernannt. Diese läuft unter der Bezeichnung „Projekt Janus“, da Janus der griechische Gott der Anfänge und Enden ist, was die außerirdische Technologie beides für die Menschheit sein könnte. Ein günstiges Startfenster zum Mars steht aufgrund dessen Lage in Konjunktion unmittelbar bevor, kann aber nur mit Unterstützung der Europäischen Raumfahrtbehörde ESA beim Bau eines Raumschiffes genutzt werden.
Während des Fluges zum Mars kommt es auf dem amerikanischen Raumschiff Hope zu einem Ausfall eines aufgrund der Eile nicht als Ersatzteil vorhandenen Transistors und auf dem russisch-chinesischen Raumschiff Gagarin zur Lungenentzündung eines Taikonauten aufgrund fehlender Antibiotika. Obwohl beide Parteien sich auf der Erde auf einen friedlichen Austausch im Weltall einigen können, bleibt die Lage doch extrem angespannt. Jenny führt bei dem Austausch ein kurzes freundschaftliches Gespräch mit dem tatsächlich mitgereisten Mikhail. Beide Seiten haben den Befehl, das Artefakt unter ihre Kontrolle zu bringen und jeweils eine Atombombe zu dessen Zerstörung dabei, sollte die andere Seite ihr zuvorkommen. Auf der Erde kommt es währenddessen zu ähnlichen Aggressionen, schließlich sogar zum Abschluss eines Jägers. Durch ein riskantes Aerobraking-Manövers des amerikanischen Raumschiffes in der Marsatmosphäre, welches schon vor Aufbruch wegen Treibstoffmangel beschlossen wurde, trifft dieses knapp früher bei Phobos ein. Das außerirdische Artefakt stellt sich als Teleportationanlage ins Mondinnere mit atembarer Atmosphäre heraus, dort stellt die amerikanische Besatzung den Kontakt zu einem hinterlassenen Hologramm einer von den Außerirdischen geschaffenen künstlichen Intelligenz her. Diese verrät den Zweck der außerirdischen Struktur und sich selbst als Hilfe für die Menschheit gegen die Gefahr ihrer eigenen Technologie und die spätere Aufnahme in die interstellare Gesellschaft aus hunderten intelligenten Zivilisationen. In diesem Moment trifft die russisch-chinesische Besatzung ein und es kommt zu einem kurzen Schusswechsel. Als eine Säule beschädigt wird, reagiert die außerirdische Struktur. Die Luft wird langsam abgelassen und zudem radioaktiv, sodass beide Besatzungen daraufhin vom Mond fliehen. Aufgrund eines rötlichen Glühens in Richtung der Erde, weißer Blitze und eines ansteigenden Magnetfeldes kooperieren beide Raumschiffe beim Abwurf ihrer Atombomben, um eine potentielle Vernichtung der Erde zu verhindern. Phobos wird daraufhin komplett zerstört. Auf der Erde wurden zudem vermehrt Neutrinos empfangen, sodass von einem Notsignal in Richtung des galaktischen Zentrums an die Außerirdischen ausgegangen wird, welches erst in tausenden Jahren eintreffen sollte. Da das Neutrinosignal aber komplett unmoduliert war, gehen einige Physiker nur von einem Nebeneffekt einer instantanen Kommunikationstechnologie aus, sodass die Außerirdischen womöglich schon auf dem Weg sind. Missmutig setzen sich die Präsidenten der Vereinigten Staaten, Europäischen Kommission, Russland und China an eine gemeinsame Verteidigungsstrategie.

## Kritik
Für Hauke Meyer von Kulturnews zeigt Phillip P. Peterson mit dem Roman erneut, „die Idealbesetzung für wissenschaftlich basierte Science Fiction“ zu sein.
Für Achmed Khammas von Die Tageszeitung ist der Roman ein „fesselnder und realistischer Weltraum-Thriller“. Phillip P. Peterson bringe eine „bemerkenswerte wissenschaftliche Genauigkeit und Glaubwürdigkeit in die Geschichte“ ein sowie einen „packenden und detailreichen Schreibstil“. Der Roman weckt dabei die „Faszination für die Raumfahrt und die Möglichkeit von außerirdischer Technologie“.